# Tatiana Birshtein
Tatiana Maksimovna Birshtein (en russe : Татьяна Максимовна Бирштейн, Tatiana Maksimovna Birstein), née le 20 décembre 1928 à Léningrad, et morte à Saint-Pétersbourg le 23 février 2022, est une physicienne russe spécialiste en physique des polymères membre de l'académie des sciences de Russie où elle est conseillère scientifique à l'institut de composants macromoléculaires. En 2007, elle reçoit le prix L'Oréal-Unesco pour les femmes et la science pour ses contributions à la compréhension des formes, tailles et mouvements des macromolécules,.

## Biographie
Tatiana Birstein est née à Léningrad dans une famille juive laïcisée. Son père, Morduch (dit Max) Mironovitch Birstein, est né à Brest-Litovsk en 1889. Médecin, il dirige le service thérapeutique de l'hôpital Volodarski. Sa mère Maria Izraëlovna, née Babina (1897 Moguilev-1987 Léningrad) travaille comme médecin dans un service contre la tuberculose. Tatiana Birstein passe son adolescence dans la ville assiégée par les Allemands, ce qui provoqua deux millions de morts. Elle a reçu les médailles Pour la Défense de Léningrad et de l'ordre du Mérite pour la Patrie.
Tatiana Birstein est professeure à l'université de Léningrad où elle a également fait ses études alors que l'université s'appelait « Université d'État Jdanov de Léningrad ».
Elle commence sa carrière au début des années 1950 et travaille pendant soixante ans à l'Institut des composés macromoléculaires de l'Académie des sciences à Léningrad (redevenue plus tard Saint-Pétersbourg).
Elle a découvert des propriétés d’auto-organisation de divers systèmes de polymères utilisés dans la fabrication du nylon, du polyester, de la mousse de polystyrène, du Plexiglas ou du Téflon. Birstein a aussi beaucoup participé à l’enseignement au département de physique en tant que directrice de thèse.

## Prix et distinctions
- 1944 : médaille pour la défense de Léningrad[8].
- 2007 : prix L'Oréal-Unesco pour les femmes et la science « pour ses recherches sur la forme, la taille et les mouvements des molécules en longue chaîne »[9],[10].
- 2010 : médaille de l'ordre du Mérite pour la Patrie de 2e classe[11].